# Auxa subobliquata
Auxa subobliquata är en skalbaggsart som beskrevs av Stefan von Breuning 1957. Auxa subobliquata ingår i släktet Auxa och familjen långhorningar.
Artens utbredningsområde är Madagaskar. Inga underarter finns listade.